# Sphaeroma retrolaeve
Sphaeroma retrolaeve är en kräftdjursart som beskrevs av Richardson1904. Sphaeroma retrolaeve ingår i släktet Sphaeroma och familjen klotkräftor. Inga underarter finns listade i Catalogue of Life.